# Амброс, Лукаш
Лу́каш А́мброс (чеш. Lukáš Ambros; родился 5 июня 2004 года, Дольни-Немчи, Чехия) — чешский футболист, полузащитник польского клуба «Гурник».

## Клубная карьера
Лукаш Амброс — воспитанник четырёх клубов: «Дольни-Немчи», «Словацко», «Славия (Прага)» и «Вольфсбург». За последних дебютировал в матче против «РБ Лейпциг», выйдя на 74-й минуте вместо Феликса Нмеча, став самым молодым чешским футболистом в истории Бундеслиги, побив рекорд Камила Вацека.
1 сентября 2023 года Амброс был арендован футбольным клубом «Фрайбург II».

## Карьера в сборной
За сборные Чехии до 15, 16 и 18 лет сыграл 26 матчей, где забил 5 мячей. За сборную Чехии до 19 лет дебютировал в матче против Боснии и Герцеговины.